# 東京慈恵会医科大学
東京慈恵会医科大学（とうきょうじけいかいいかだいがく、英語: The Jikei University School of Medicine）は、東京都港区西新橋三丁目25番8号に本部を置く日本の私立大学。1881年創立、1921年大学設置。大学の略称は慈恵医大（じけいいだい）、慈恵（じけい）、慈大（じだい）。

## 概観

### 大学全体
1881年（明治14年）に創立された成医会講習所が起源。1891年（明治24年）、昭憲皇太后の意向を受け、東京慈恵医院医学校と改称された。その後、1903年（明治36年）、専門学校令を受けて日本初の私立医学専門学校として東京慈恵医院医学専門学校となる。さらに、1921年（大正10年）に大学に昇格して東京慈恵会医科大学となった。これは大学令に基づく日本の私立の旧制大学の中で最も古い単科の医科大学である。
1991年（平成3年）、医学部看護学科の設置が日本で初めて認可され、医学部の下に医学科と看護学科を設置し、医師・看護師の育成を行っている。また、1956年（昭和31年）に大学院医学研究科博士課程を設置、2009年（平成21年）には大学院医学研究科看護学専攻修士課程を開校した。開学以来130年間の卒業生は12,000人を超え、全国各地で医療を社会に提供している。
太平洋戦争前から旧制医科大学であり、『私立医大御三家』と呼ばれる（他に慶應義塾大学医学部、日本医科大学）。

## 沿革

### 略歴
東京慈恵会医科大学の起源は、高木兼寛によって1881年（明治14年）5月1日に創立された医術開業試験受験予備校（乙種医学校）の「成医会講習所」である。高木は1875年（明治8年）から5年間、海軍生徒として英国セント・トーマス病院医学校（現:ロンドン大学群キングス・カレッジ・ロンドン医学部）に学び、このように権威のある医学校を日本につくりたいと思っていた。高木は帰国後、廃止された慶應義塾医学所に関わっていた松山棟庵とともに1881年（明治14年）1月、「成医会」なる研究団体を設立し、次いで同5月にこの成医会講習所を設立している。
その後、高木は戸塚文海とともに、1882年（明治15年）、有志共立東京病院なる慈善病院を発足させている。この病院の設立趣意には「貧乏であるために治療の時期を失したり、手を施すことなく、いたずらに苦しみにさらされている者を救うこと」にあるとしている。このような趣意も、高木が英国留学中に受けた人道主義や博愛主義の強い影響による。同病院の資金は有志の拠金によるものであり、有志共立という名はそのためであった。病院総長としては有栖川宮威仁親王を戴き、また大日本帝国海軍軍医団の強い支援があった。
有志共立東京病院は、こうした慈善病院のほかに医学教育の場としても重要な役割を果たし、成医会講習所や海軍軍医学校の実習病院の役割を担った。これも、英国で経験した慈善病院と医学校の関係を東京に実現しようとしたものである。1887年（明治20年）、同病院は皇后を総裁に迎え、その名も東京慈恵医院と改め、経費は主に皇室資金によることになった。成医会講習所も成医学校に、次いで東京慈恵医院医学校に改称され、同病院構内（当時は東京市芝区愛宕町二丁目、現:港区西新橋三丁目）に移転した。
有志共立東京病院時代の特筆すべき事業の一つに看護婦教育所の設立がある。英国留学時代、セント・トーマス病院に付設されていたナイチンゲール看護学校を目の当たりにした高木は、日本の近代看護教育の導入にも極めて積極的であった。彼は1884年（明治17年）10月、米国女性宣教師のリードを招き看護婦教育を実践した。これが日本での近代看護教育の始まりである。第一回生はわずか5名であったが、総裁皇后の臨席を得て卒業式が行われた。現在の慈恵看護専門学校及び医学部看護学科、大学院医学研究科看護学専攻修士課程はこの流れを汲むものである。
1907年（明治40年）、有栖川宮威仁親王妃慰子を総裁とする社団法人東京慈恵会が設立され、東京慈恵医院の経済的支援をすることになったので、東京慈恵医院は東京慈恵会医院と改称された。また既に医学専門学校に昇格していた東京慈恵医院医学専門学校は、1908年（明治41年）に東京慈恵会医院医学専門学校と改められた。
1921年（大正10年）、大学令の公布を機会に東京慈恵会医院医学専門学校は東京慈恵会医科大学に昇格した。その時、高木家私有の東京病院が大学に寄付されたため、医科大学として附属病院を持つことになった。1952年（昭和27年）に学制改革による新制大学となり、1956年（昭和31年）に大学院医学研究科博士課程、1992年（平成4年）に医学看護学科、2009年（平成21年）に看護学専攻修士課程が設置された。

### 年表

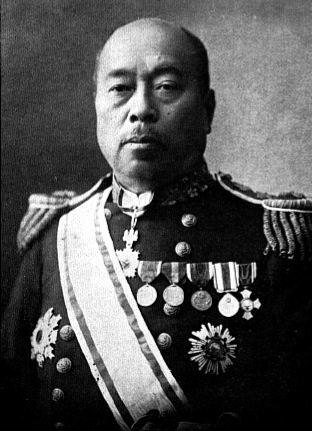
創立者 高木兼寛

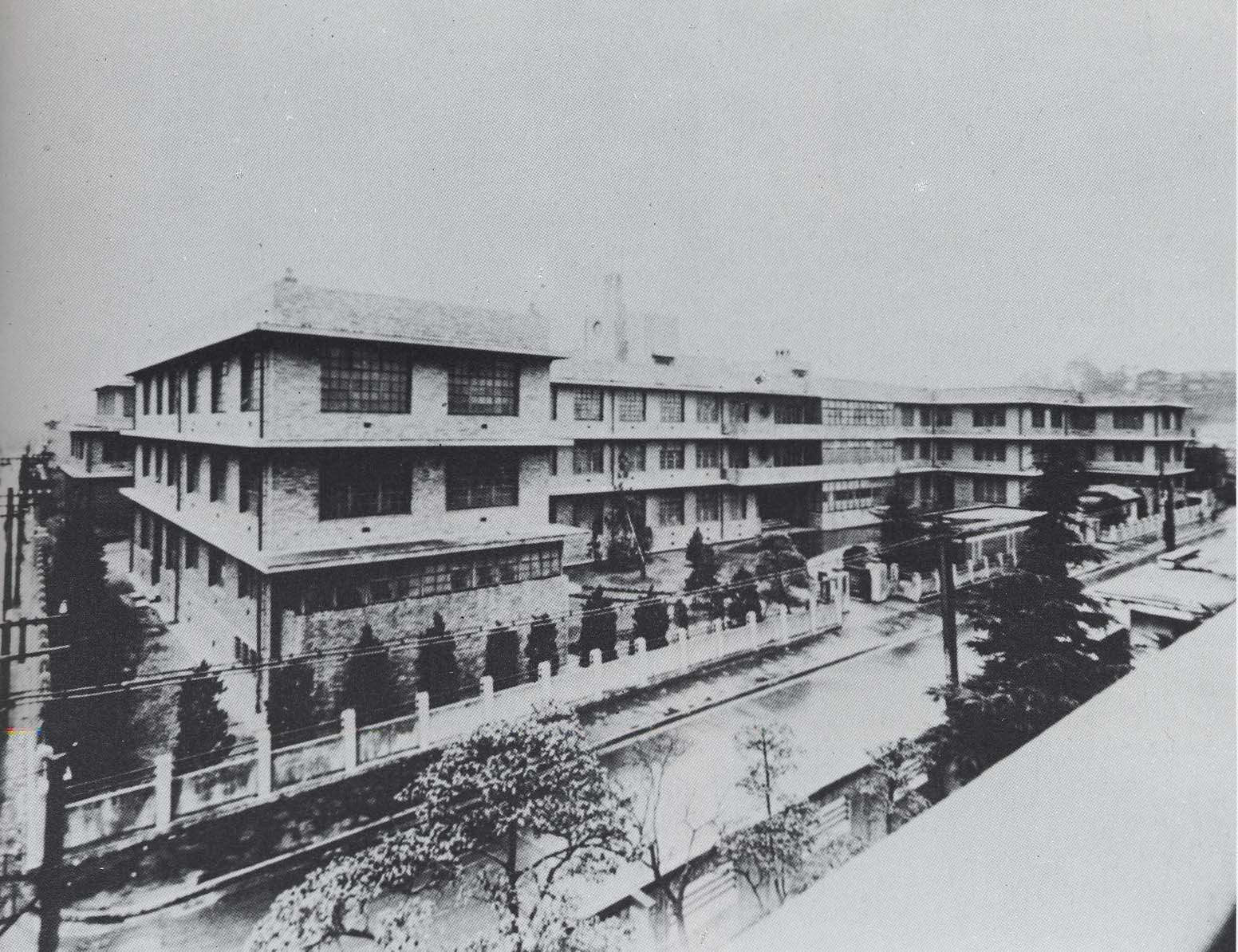
1934年の大学校舎

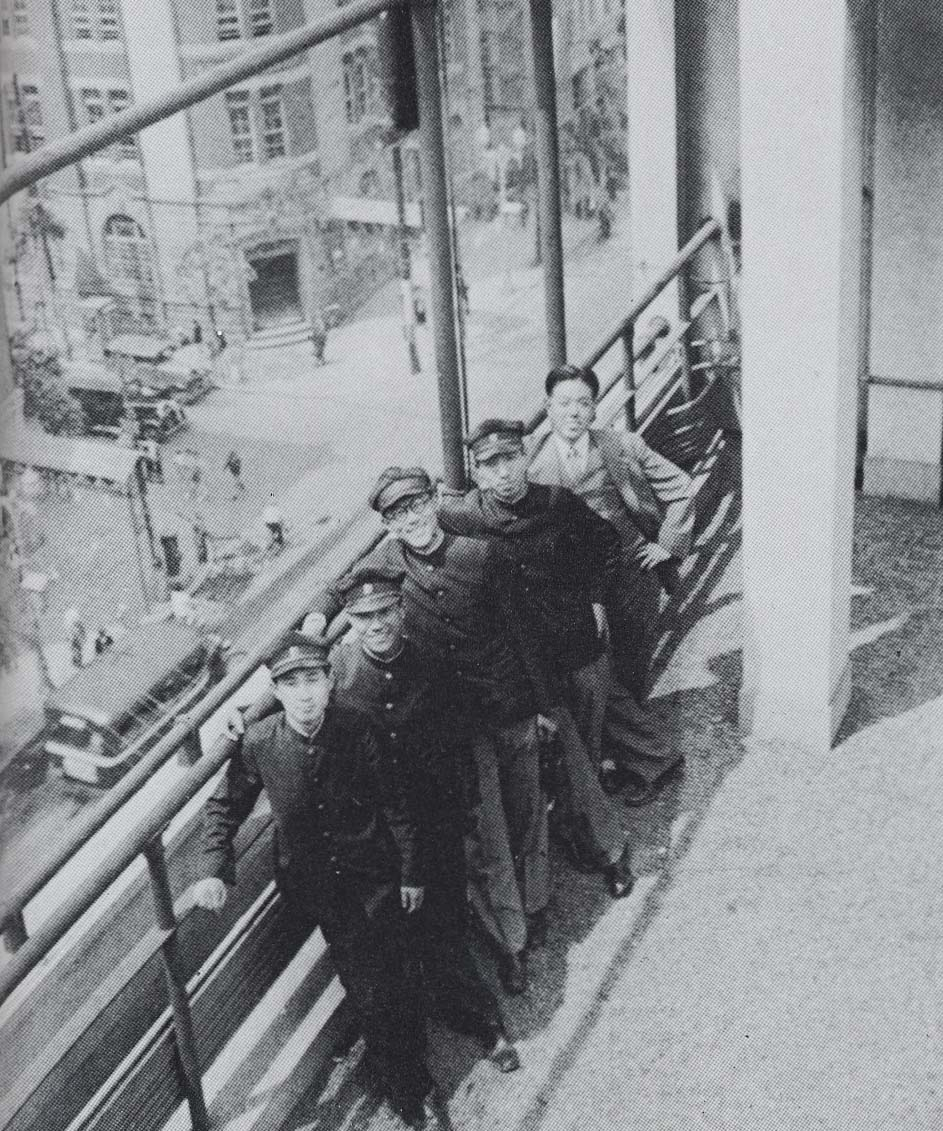
昭和初期の学生たち

| 西暦 | 年号 | 和暦 | 日付     | 出来事                                                                                                 |
| ---- | ---- | ---- | -------- | --- |
| 1881 | 明治 | 14年 | 1月7日   | 成医会発会、会長高木兼寛                                                                               |
|      |      |      | 2月12日  | 成医会に思召をもって金200円御下賜                                                                      |
|      |      |      | 5月1日   | 東京医学会社の一室を借り、成医会講習所を設置                                                           |
| 1882 | 明治 | 15年 | 1月10日  | 「成医会月報」発刊                                                                                     |
|      |      |      | 8月10日  | 有志共立東京病院を天光院にて開院                                                                       |
| 1883 | 明治 | 16年 | 5月29日  | 有志共立東京病院に宮内省より金6,000円を御下賜                                                          |
|      |      |      | 9月25日  | 有志共立病院を芝区愛宕町、元東京府病院の建物に移転                                                     |
|      |      |      | 10月     | 有栖川宮威仁親王を有志共立東京病院総長に奉戴                                                           |
| 1885 | 明治 | 18年 | 1月      | 「成医会月報」に重要業績を英訳掲載し海外雑誌との交換開始                                               |
|      |      |      | 4月1日   | 有志共立東京病院に看護婦教育所を付設、                                                                 |
|      |      |      |          | 米国より宣教師リードを招聘し看護婦に毎週月金2回講義を行う                                              |
|      |      |      | 4月18日  | 成医会文庫（現在の大学附属図書館）を開設                                                               |
| 1886 | 明治 | 19年 | 10月26日 | 昭憲皇太后が有志共立東京病院を総裁                                                                     |
| 1887 | 明治 | 20年 | 1月24日  | 昭憲皇太后より有志共立東京病院を東京慈恵医院と改称、                                                   |
|      |      |      |          | 東京慈恵医院の幹事長に有栖川宮熾仁親王妃董子                                                           |
|      |      |      | 5月9日   | 昭憲皇太后御臨席の下東京慈恵医院開院式挙行                                                             |
|      |      |      | 7月      | 東京慈恵医院の看護婦2名が英国に留学                                                                    |
| 1890 | 明治 | 23年 | 1月9日   | 成医会講習所を成医学校に改称し認可                                                                     |
| 1891 | 明治 | 24年 | 2月1日   | 東京病院開院                                                                                           |
|      |      |      | 9月7日   | 成医学校を改め東京慈恵医院医学校設立許可                                                               |
| 1903 | 明治 | 36年 | 5月18日  | 私立東京慈恵医院医学専門学校の設立認可                                                                 |
| 1904 | 明治 | 37年 | 7月      | 東京慈恵医院において産婆の養成を開始                                                                   |
| 1905 | 明治 | 38年 | 10月28日 | 第1回解剖慰霊祭を芝増上寺において執行                                                                  |
| 1907 | 明治 | 40年 | 7月      | 社団法人東京慈恵会の設立認可、東京慈恵医院は東京慈恵会医院と改称                                       |
| 1908 | 明治 | 41年 | 5月14日  | 私立東京慈恵医院医学専門学校を東京慈恵会医院医学専門学校と改称                                         |
| 1911 | 明治 | 44年 | 2月      | 予科を設置（4月開設）                                                                                  |
| 1919 | 大正 | 8年  | 12月28日 | 「成医会月報」が「成医会雑誌」と改題                                                                   |
| 1920 | 大正 | 9年  | 4月13日  | 高木兼寛校長逝去 16日 葬儀                                                                             |
| 1921 | 大正 | 10年 | 10月19日 | 財団法人東京慈恵会医科大学設置許可、                                                                   |
|      |      |      |          | 東京慈恵会医院医学専門学校は1925年3月自然廃校                                                          |
| 1923 | 大正 | 12年 | 9月1日   | 関東大震災、大学校舎、附属東京病院、東京慈恵会医院焼失                                                 |
| 1925 | 大正 | 14年 | 4月11日  | 東京慈恵会医科大学同窓会結成                                                                           |
| 1930 | 昭和 | 5年  | 6月13日  | 附属東京病院完成                                                                                       |
|      |      |      | 11月1日  | 東京慈恵会医院本建築完成、開院式挙行                                                                   |
| 1933 | 昭和 | 8年  | 6月6日   | 大学本館新築落成式                                                                                     |
| 1945 | 昭和 | 20年 | 5月      | 空襲により予科全焼、附属東京病院の一部焼失                                                             |
| 1946 | 昭和 | 21年 | 5月23日  | 附属青戸病院開院                                                                                       |
| 1949 | 昭和 | 24年 | 4月1日   | 慈恵高等学校開校（1954年3月廃校）                                                                      |
| 1950 | 昭和 | 25年 | 4月1日   | 慈恵高等看護学院開校                                                                                   |
|      |      |      | 11月1日  | 第三病院開院（1952年1月大学附属分院となる）                                                            |
| 1951 | 昭和 | 26年 | 3月14日  | 財団法人東京慈恵会医科大学は学校法人慈恵大学に変更。『成医会雑誌』を『東京慈惠會醫科大學雜誌』に吸収。 |
| 1952 | 昭和 | 27年 | 3月20日  | 新制東京慈恵会医科大学設置認可                                                                         |
| 1954 | 昭和 | 29年 | 1月      | Jikeikai Medical Journal創刊                                                                           |
| 1956 | 昭和 | 31年 | 4月      | 大学院医学研究科設置                                                                                   |
| 1960 | 昭和 | 35年 | 1月20日  | 医学進学課程設置認可                                                                                   |
| 1971 | 昭和 | 46年 | 4月      | 慈恵第三高等看護学院発足                                                                               |
| 1975 | 昭和 | 50年 | 4月      | 慈恵青戸高等看護学院発足                                                                               |
| 1980 | 昭和 | 55年 | 11月1日  | 創立百年記念式典開催                                                                                   |
| 1984 | 昭和 | 59年 | 4月1日   | 慈恵看護教育百年記念式典開催                                                                           |
| 1987 | 昭和 | 62年 | 4月1日   | 附属柏病院開院、慈恵柏看護専門学校発足                                                                 |
| 1992 | 平成 | 4年  | 1月24日  | 医学部看護学科設置                                                                                     |
| 1994 | 平成 | 6年  | 2月1日   | 附属病院が特定機能病院として承認                                                                       |
| 2002 | 平成 | 14年 | 4月1日   | 附属晴海トリトンクリニック開院                                                                         |
| 2009 | 平成 | 21年 | 4月1日   | 大学院医学研究科看護学専攻修士課程が開校                                                               |
| 2010 | 平成 | 22年 | 10月2日  | 大学創立130年・同窓会設立85周年記念式典挙行                                                            |
| 2012 | 平成 | 24年 | 1月5日   | 附属葛飾医療センター開院                                                                               |
| 2019 | 平成 | 31年 | 4月1日   | 大学院医学研究科看護学専攻博士後期課程が開校                                                           |

## 基礎データ

### 所在地

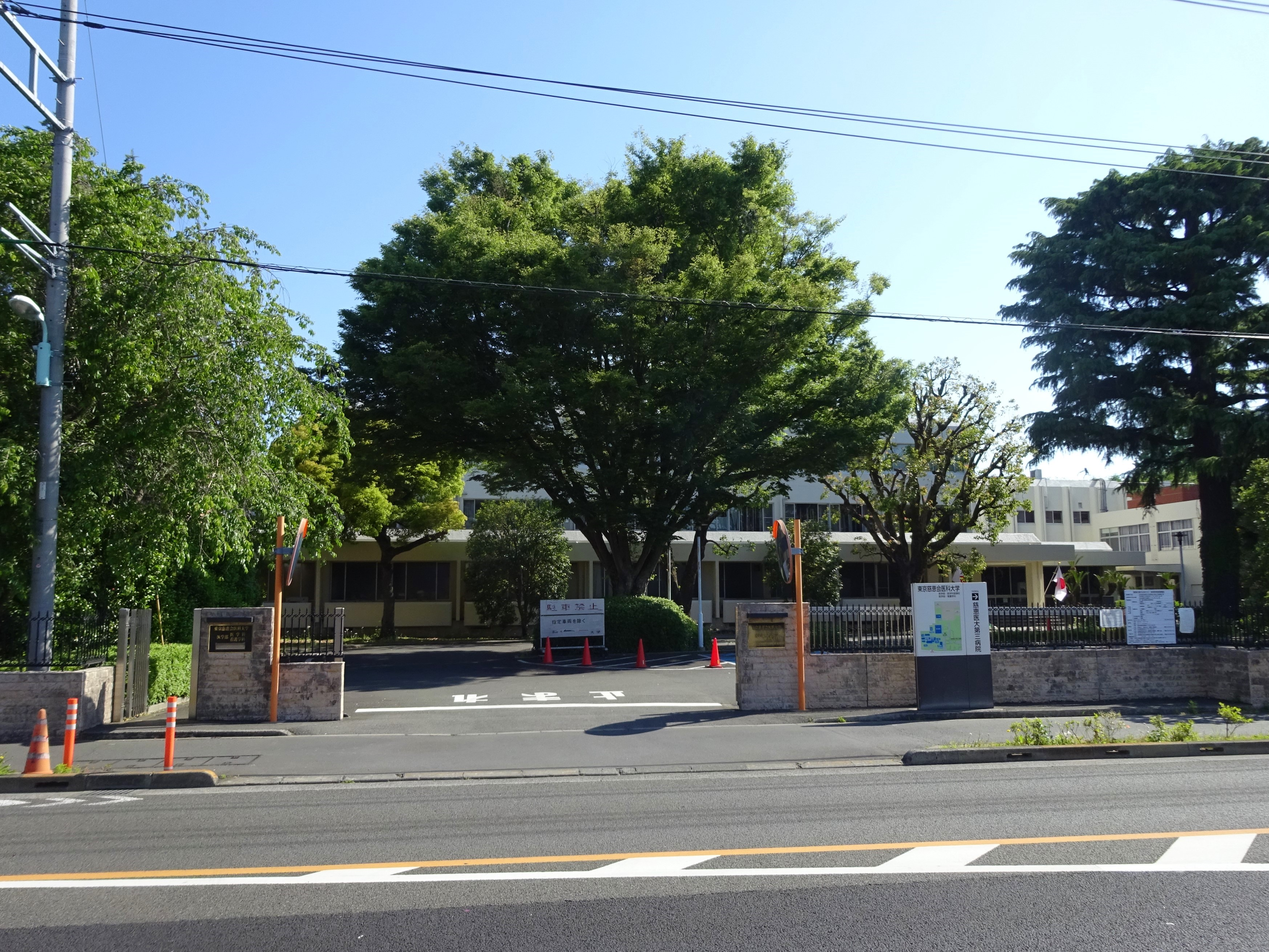
国領キャンパス

- 西新橋キャンパス（東京都港区西新橋3-25-8）
- 国領キャンパス（東京都調布市国領町8-3-1）

### 象徴

#### 校歌
東京慈恵会医科大学の正式な校歌は現在はほとんど使用されていない。学生歌には『第一学生歌』（作詞：川路柳虹、作曲：大和田愛羅）と『第二学生歌』（作詞：松村一雄、作曲：堀内敬三）があるが、学生が部活動や飲み会などにおいて自主的に歌うのは前者が大半であり、入学式においても前者のみが斉唱されている。それゆえに大学関係者の認知度としては『第一学生歌』が事実上の校歌となっている。

## 教育および研究

### 組織

#### 学部
- 医学部
  - 医学科
  - 看護学科

#### 大学院
- 医学研究科
  - 医学系専攻（博士課程）
  - 看護学専攻（博士前期課程・博士後期課程）

#### 附属機関
- 附属病院
  - 附属病院（本院）
  - 葛飾医療センター
  - 第三病院
  - 柏病院
  - 晴海トリトンクリニック

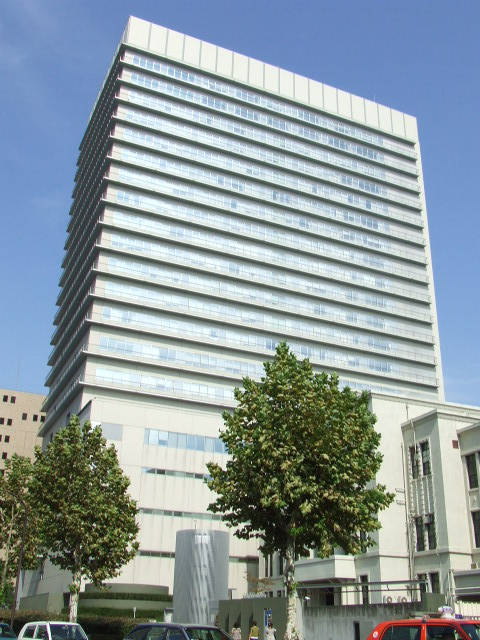
附属病院（本院）
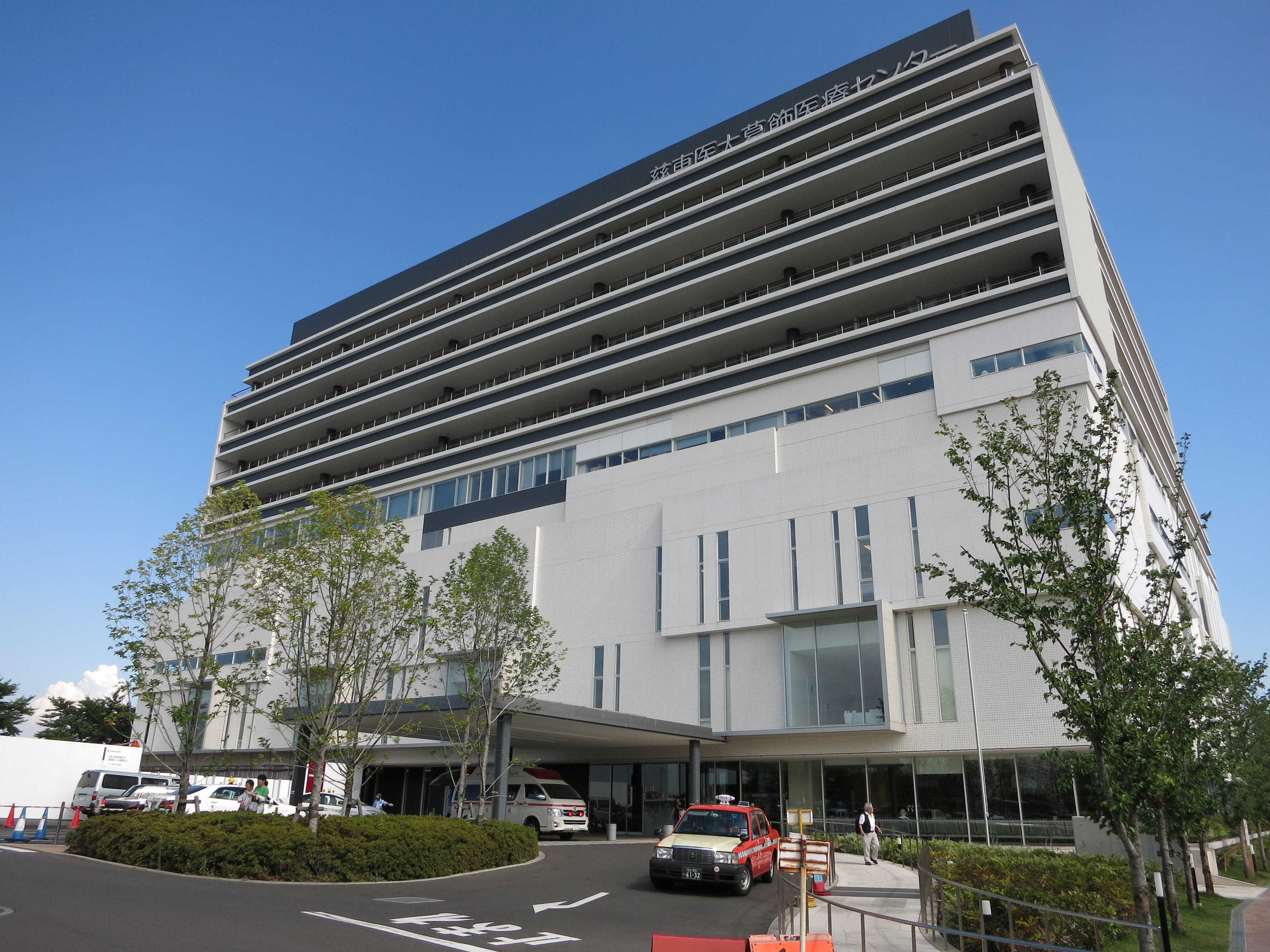
葛飾医療センター
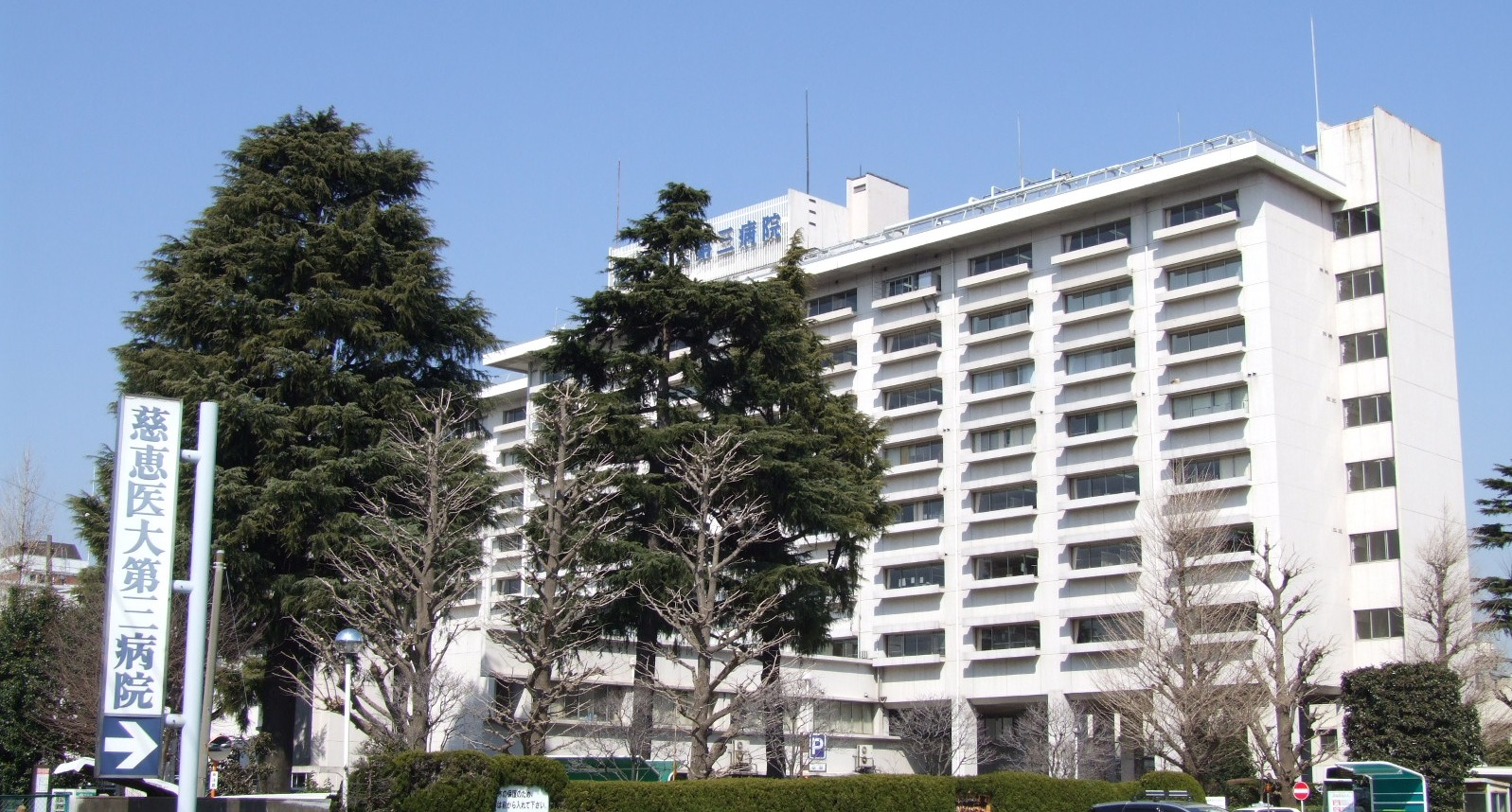
第三病院
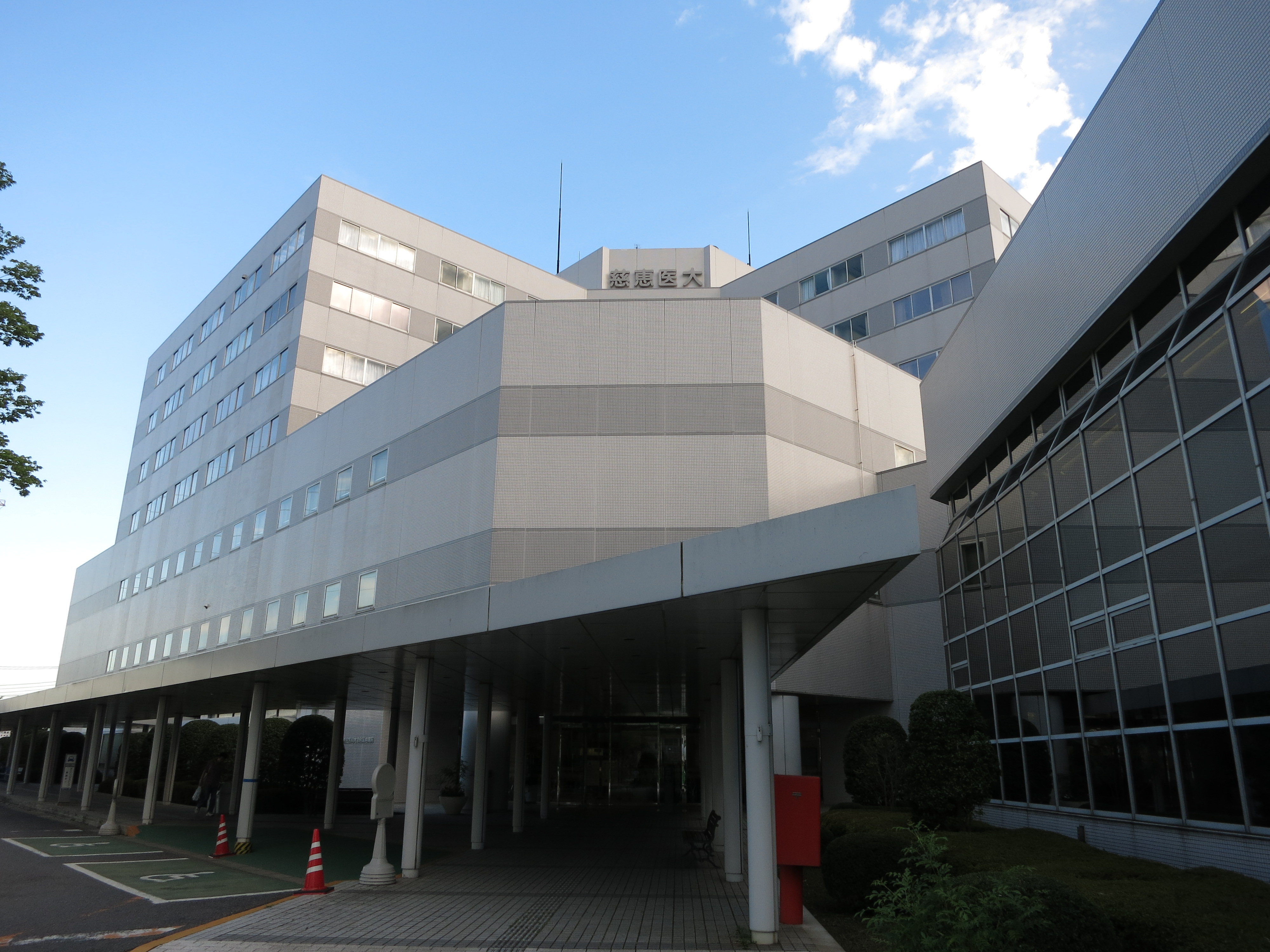
柏病院
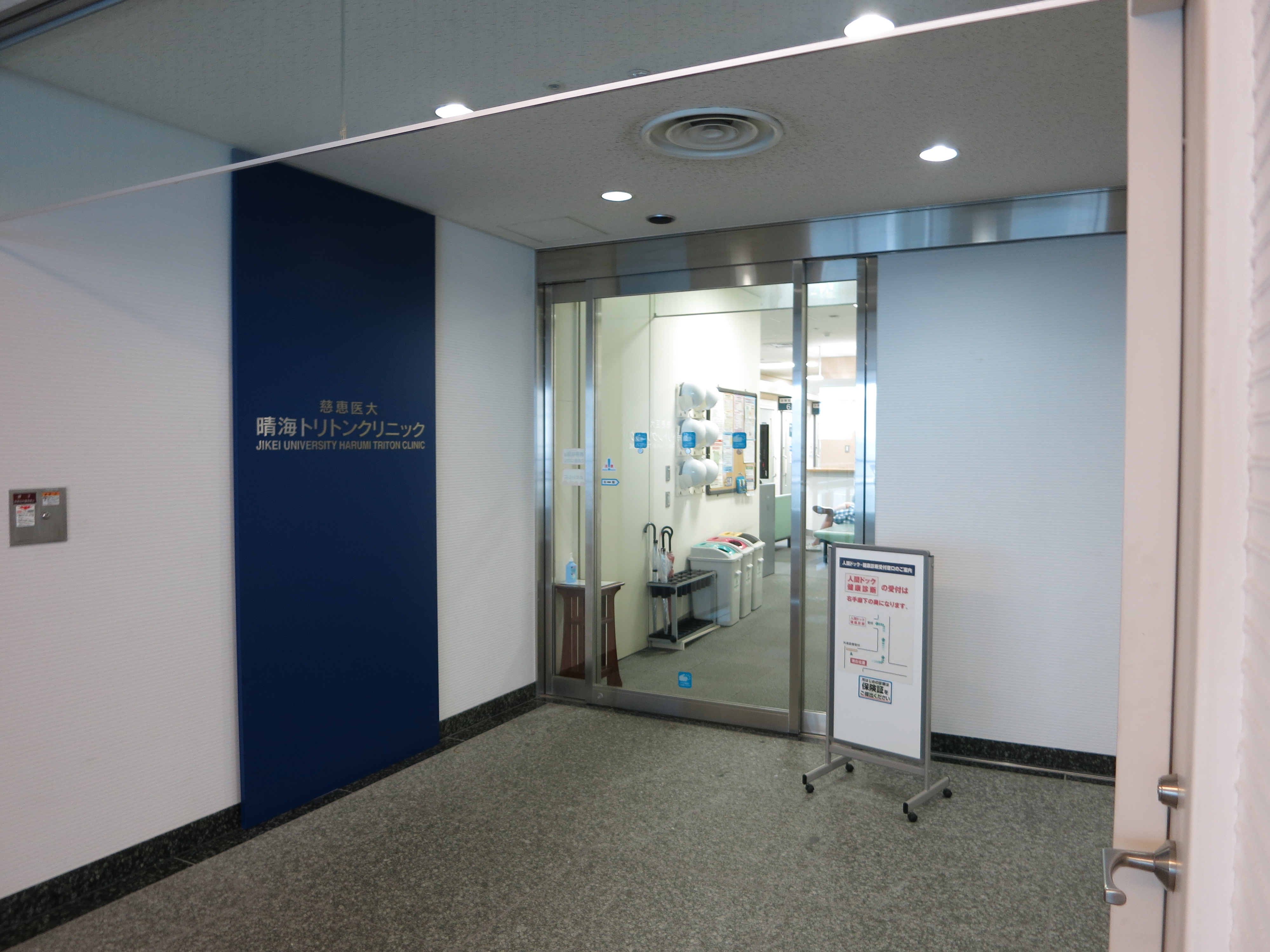
晴海トリトンクリニック

- 学術情報センター
  - 図書館
  - 標本館
  - 史料室
  - 写真室
  - 医学英語研究室
- 生涯学習センター
- 教育センター
  - 医学教育研究室
  - 卒後教育支援室
  - 看護教育研究室
  - 教育開発室
- 総合医科学研究センター
  - 研究部門
    - DNA医学研究所
    - 臨床医学研究所
    - 高次元医用画像工学研究所
    - 医用エンジニアリング研究室
    - 神経科学研究部
    - 薬物治療学研究室
    - 分子疫学研究室
    - 臨床疫学研究室
    - GMP対応施設

  - 研究支援部門
    - 実験動物研究施設
    - アイソトープ実験研究施設
    - 共用研究室

  - 寄付講座部門
    - ライソゾーム病研究講座

## 大学関係者と組織

### 大学関係者一覧
- 東京慈恵会医科大学の人物一覧

## 施設

### キャンパス

#### 西新橋キャンパス
- 使用学部：医学部医学科2～6年次
- 使用研究科：大学院医学研究科
- 交通アクセス：都営地下鉄三田線御成門駅より徒歩約3分、都営地下鉄三田線内幸町駅より徒歩約10分、東京メトロ日比谷線神谷町駅より徒歩約7分、東京メトロ銀座線虎ノ門駅より約10分、JR東日本山手線・東京メトロ銀座線・都営地下鉄浅草線新橋駅より約12分、都営地下鉄浅草線・大江戸線大門駅より約13分、東京メトロ丸ノ内線・千代田線・日比谷線霞ケ関駅より徒歩約13分

#### 国領キャンパス
- 使用学部：医学部看護学科、医学部医学科1年次
- 使用研究科：なし
- 交通アクセス：京王電鉄国領駅より徒歩約10分、小田急電鉄狛江駅より徒歩約25分

## 社会との関わり

### 研究
- 本大学7代学長の名取礼二（1912－2006，生理学者）は、筋原線維の分離に成功（ナトリファイバー）し、筋収縮の機構解明に貢献した。それまでは細胞膜を通して刺激が伝わると考えられていたが、膜を剥がしたカエルの筋線維がCa刺激で収縮することを実験で示して世界を驚かせた。
- 本大学附属病院血管外科では、日本の外科教室で唯一のFlat panel Ｘ線透過装置を持つ血管治療専用手術室を備える。従来のステンドグラフトでは治療できない、胸部大動脈瘤、傍腎動脈腹部大動脈瘤と腹部大動脈総腸骨動脈の血流を温存するために、穴を開けたステントグラフト（有窓性）や枝をつけたステントグラフト（枝付き）を用いた血管内手術など、安全かつ体に負担をかけない手術が行われている。
- 本大学附属病院リハビリテーション科では、脳卒中後上肢麻痺（手指の麻痺）に対する治療アプローチ NEURO (NovEl Intervention Using Repetitive TMS and Intensive Occupational Therapy) が世界に先駆けて考案された。
- ロシアのシベリアで発見された凍結マンモスは、本大学の高次元医用画像工学研究所にて体内構造の解析を行っている。
- 放射線医学の第一人者である樋口助弘教授が在籍していたことから、1940年（昭和15年）日本医学放射線学会事務局が慈恵医大放射線医学教室に設置されていた。

### 他大学等との連携・協力
- 鹿児島大学医学部（創立者の高木兼寛が学んだ鹿児島医学校の後身）[6]

## 附属学校
- 慈恵第三看護専門学校
- 慈恵柏看護専門学校

社団法人東京慈恵会が運営する以下の教育機関も大学内では附属学校扱いとなっている。
- 慈恵看護専門学校